# Haldde
Haldde ist ein Berg westlich der nordnorwegischen Stadt Alta (Kommune Alta, Provinz Finnmark, Norwegen).

## Nutzung

### Observatorium

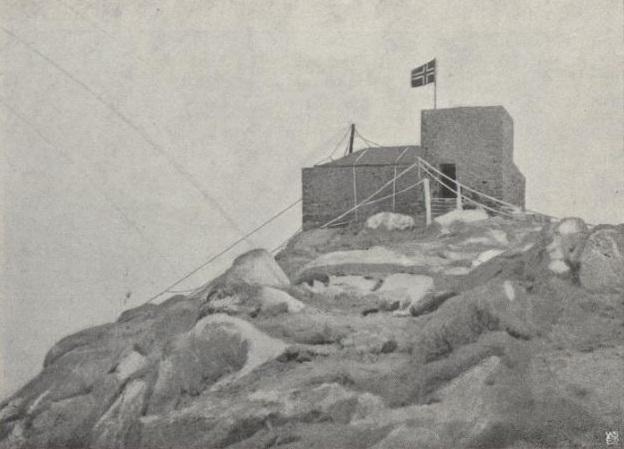
Nordlicht-Observatorium auf dem Berg Haldde

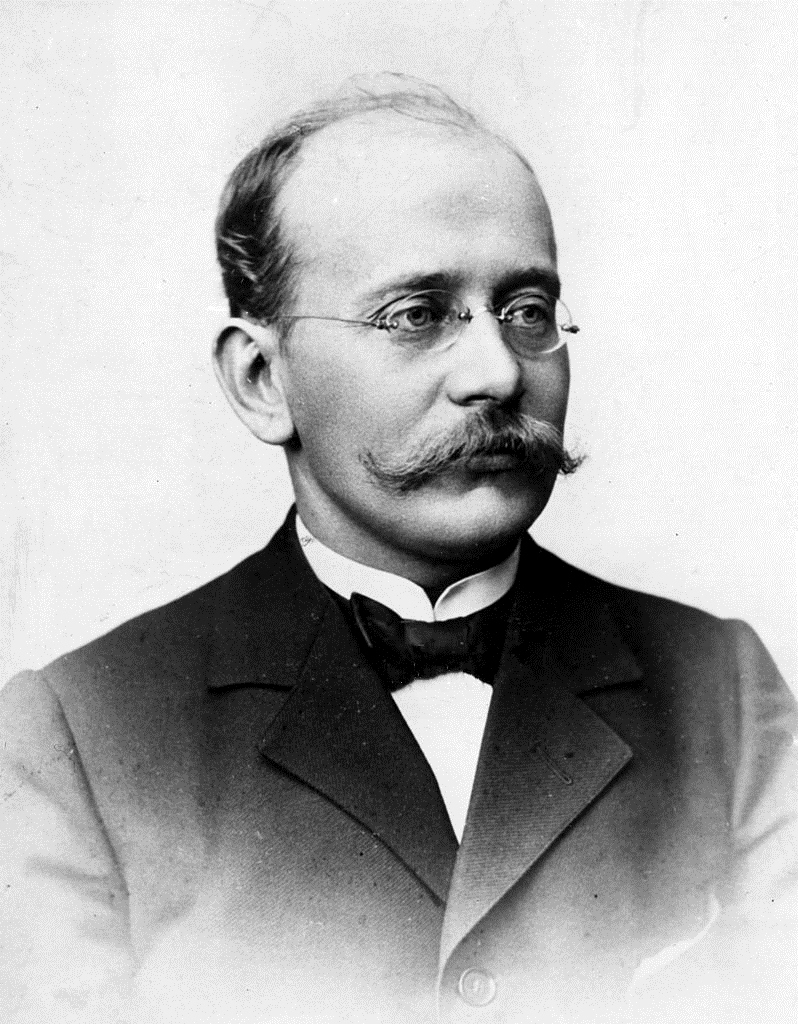
Kristian Birkeland (vor 1900)

Bereits in den Jahren 1830er, 1840er und 1880er Jahren wurden in Bossekop nahe Alta wissenschaftliche Beobachtungen von Polarlichtern durchgeführt.
Auf dem Berg Haldde und dem ca. 3,4 km entfernten Talvik wurden 1899 auf Initiative des Professors Kristian Birkeland je ein Nordlicht-Observatorium auf 900 m Höhe in Betrieb genommen. Ziel der Forschung war es, über Triangulation die Höhe in der Nordlichter auftreten zu erforschen. Dafür verbrachten die Forscher um Birkeland den Winter 1899–1900 auf den Bergen Haldde und Talvik. Die Untersuchungen führten aufgrund schlechter Wetterverhältnisse, dem im Verhältnis zur tatsächlichen Höhe der Nordlichter zu kurzen Abstand zwischen Talvik und Haldde, sowie unzureichender Kameratechnik nicht zum Erfolg. Die Messung von Schwankungen im Erdmagnetfeld, die parallel auch in Pawlowsk, Kopenhagen, Potsdam, Paris, Greenwich und Toronto gemessen wurden, ließ Birkeland einen Zusammenhang mit Störungen des Erdmagnetfeldes in mehreren 100 km Höhe über den Polarregionen vermuten. Zur Untersuchung dieses Phänomens wurden weitere Observatorien in Axeløen (Spitzbergen), Dýrafjörður (Island), Matotschkin Schar (Nowaja Semlja) sowie Kåfjord finanziert und eingerichtet. Haldde war nicht Teil dieser Untersuchungen.
Haldde wurde erst wieder 1910 von Kristian Birkeland und seinem Assistenten Ole Andreas Krogness zur Beobachtung des Halleyschen Kometen genutzt. Diese Expedition motivierte Birkeland ab 1912 über zwei Sonnenfleckenperioden in Haldde die Verbindung von Erdmagnetfeld und Wetterphänomenen zu untersuchen. Der Betrieb wurde jedoch schon 1926 eingestellt und nach Tromsø überführt.
Im Jahre 1944 wurde das Observatorium von den deutschen Besatzern niedergebrannt, bevor es in den Jahren 1980er Jahren restauriert wurde. Seit 2018 wird das Observatorium in der Liste der historischen Stätten der European Physical Society geführt.

### Struve-Bogen
Auf dem Berg befand sich der geodätische Messpunkt Haldi (auch Sukkertoppen) des Struve-Bogens der im 19. Jahrhundert der Vermessung der Erdabplattung diente. Einzelne Messpunkte des Struve-Bogens sind Teil des UNESCO-Weltkulturerbes. Derjenige auf Haldde gehört jedoch nicht dazu.